# Джамал Вілкс
Джамал Абдул-Латіф (англ. Jamaal Abdul-Lateef, нар. 2 травня 1953, Берклі, Каліфорнія як Джексон Кіт Вілкс англ. Jackson Keith Wilkes) — американський професіональний баскетболіст, що грав на позиції легкого форварда за декілька команд НБА, зокрема за «Лос-Анджелес Лейкерс», яка навіки закріпила за ним ігровий №52. Чотириразовий чемпіон НБА.
1975 року прийняв іслам та змінив своє ім'я з Джексона Кіта Вілкса на Джамал Абдул-Латіф, але продовжив використання першого прізвища для впізнаваності.
2012 року введений до Баскетбольної Зали слави (як гравець).

## Ігрова кар'єра
На університетському рівні грав за команду УКЛА (1971–1974). У її складі двічі ставав чемпіоном NCAA (1972, 1973).
1974 року був обраний у першому раунді драфту НБА під загальним 11-м номером командою «Голден-Стейт Ворріорс». Захищав кольори команди з Окленда протягом наступних 3 сезонів. 1975 року був названий Новачком року НБА та виграв чемпіонат НБА.
З 1977 по 1985 рік також грав у складі «Лос-Анджелес Лейкерс», де тричі ставав чемпіоном НБА (1980, 1982, 1985).
Останньою ж командою в кар'єрі гравця стала «Лос-Анджелес Кліпперс», до складу якої він приєднався 1985 року і за яку відіграв лише частину сезону.
За свою кар'єру тричі брав участь у матчах всіх зірок НБА (1976, 1981, 1983).

## Статистика виступів в НБА
| † | Позначає сезон, в якому Джамал Вілкс ставав чемпіоном НБА |

### Регулярний сезон
| Сезон              | Команда                 | GP  | GS | MPG  | FG%  | 3P%  | FT%   | RPG | APG | SPG | BPG | PPG  |
| ------------------ | ----------------------- | --- | -- | ---- | ---- | ---- | ----- | --- | --- | --- | --- | ---- |
| 1974–75†           | «Голден-Стейт Ворріорс» | 82  | –  | 30.7 | .442 | –    | .734  | 8.2 | 2.2 | 1.3 | 0.3 | 14.2 |
| 1975–76            | «Голден-Стейт Ворріорс» | 82  | –  | 33.1 | .463 | –    | .772  | 8.8 | 2.0 | 1.2 | 0.4 | 17.8 |
| 1976–77            | «Голден-Стейт Ворріорс» | 76  | –  | 33.9 | .478 | –    | .797  | 7.6 | 2.8 | 1.7 | 0.2 | 17.7 |
| 1977–78            | «Лос-Анджелес Лейкерс»  | 51  | –  | 29.2 | .440 | –    | .716  | 7.5 | 3.6 | 1.5 | 0.4 | 12.9 |
| 1978–79            | «Лос-Анджелес Лейкерс»  | 82  | –  | 35.5 | .504 | –    | .751  | 7.4 | 2.8 | 1.6 | 0.3 | 18.6 |
| 1979–80†           | «Лос-Анджелес Лейкерс»  | 82  | –  | 37.9 | .535 | .176 | .808  | 6.4 | 3.0 | 1.6 | 0.3 | 20.0 |
| 1980–81            | «Лос-Анджелес Лейкерс»  | 81  | –  | 37.4 | .526 | .077 | .758  | 5.4 | 2.9 | 1.5 | 0.4 | 22.6 |
| 1981–82†           | «Лос-Анджелес Лейкерс»  | 82  | 82 | 35.4 | .525 | .000 | .732  | 4.8 | 1.7 | 1.1 | 0.3 | 21.1 |
| 1982–83            | «Лос-Анджелес Лейкерс»  | 80  | 80 | 31.9 | .530 | .000 | .757  | 4.3 | 2.3 | 0.8 | 0.2 | 19.6 |
| 1983–84            | «Лос-Анджелес Лейкерс»  | 75  | 74 | 33.4 | .514 | .250 | .743  | 4.5 | 2.9 | 1.0 | 0.5 | 17.3 |
| 1984–85†           | «Лос-Анджелес Лейкерс»  | 42  | 8  | 18.1 | .488 | .000 | .773  | 2.2 | 1.0 | 0.5 | 0.1 | 8.3  |
| 1985–86            | «Лос-Анджелес Кліпперс» | 13  | 1  | 15.0 | .400 | .333 | .815  | 2.2 | 1.2 | 0.5 | 0.2 | 5.8  |
| Усього за кар'єру  | Усього за кар'єру       | 828 | ?  | 32.9 | .499 | .135 | .759  | 6.2 | 2.5 | 1.3 | 0.3 | 17.7 |
| В іграх усіх зірок | В іграх усіх зірок      | 3   | 0  | 18.0 | .481 | –    | 1.000 | 4.7 | 2.3 | 1.3 | 0.0 | 11.0 |

### Плей-оф
| Сезон             | Команда                 | GP  | GS | MPG  | FG%  | 3P%  | FT%  | RPG | APG | SPG | BPG | PPG  |
| ----------------- | ----------------------- | --- | -- | ---- | ---- | ---- | ---- | --- | --- | --- | --- | ---- |
| 1975†             | «Голден-Стейт Ворріорс» | 17  | –  | 29.6 | .446 | –    | .702 | 7.0 | 1.6 | 1.5 | 0.8 | 15.0 |
| 1976              | «Голден-Стейт Ворріорс» | 13  | –  | 34.6 | .430 | –    | .778 | 7.9 | 2.2 | 0.9 | 0.6 | 15.9 |
| 1977              | «Голден-Стейт Ворріорс» | 10  | –  | 34.6 | .429 | –    | .821 | 8.0 | 1.6 | 1.6 | 0.6 | 15.5 |
| 1978              | «Лос-Анджелес Лейкерс»  | 3   | –  | 36.0 | .469 | –    | .545 | 8.7 | 2.7 | 1.0 | 0.3 | 12.0 |
| 1979              | «Лос-Анджелес Лейкерс»  | 8   | –  | 38.4 | .477 | –    | .676 | 8.5 | 2.0 | 1.9 | 0.3 | 18.4 |
| 1980†             | «Лос-Анджелес Лейкерс»  | 16  | –  | 40.8 | .476 | .000 | .815 | 8.0 | 3.0 | 1.5 | 0.3 | 20.3 |
| 1981              | «Лос-Анджелес Лейкерс»  | 3   | –  | 37.7 | .438 | .000 | .667 | 2.7 | 1.3 | 0.3 | 0.3 | 18.0 |
| 1982†             | «Лос-Анджелес Лейкерс»  | 14  | –  | 38.2 | .502 | .000 | .776 | 5.0 | 2.6 | 1.1 | 0.2 | 20.0 |
| 1983              | «Лос-Анджелес Лейкерс»  | 15  | –  | 39.3 | .498 | .000 | .614 | 6.0 | 3.4 | 1.3 | 0.7 | 19.9 |
| 1984              | «Лос-Анджелес Лейкерс»  | 14  | –  | 14.0 | .400 | .000 | .636 | 1.9 | 0.6 | 0.3 | 0.1 | 4.5  |
| Усього за кар'єру | Усього за кар'єру       | 113 | ?  | 33.6 | .465 | .000 | .727 | 6.4 | 2.2 | 1.2 | 0.5 | 16.1 |